# Ischnoscia
Ischnoscia is een geslacht van vlinders van de familie echte motten (Tineidae).

## Soorten
- I. borreonella (Millière, 1874)
- I. crebrescens Meyrick, 1921
- I. pandorella (Millière, 1880)